# Spogostylum rufulum
Spogostylum rufulum är en tvåvingeart som först beskrevs av Zaitzev 1961.  Spogostylum rufulum ingår i släktet Spogostylum och familjen svävflugor.
Artens utbredningsområde är Armenien. Inga underarter finns listade i Catalogue of Life.